# Jamboree

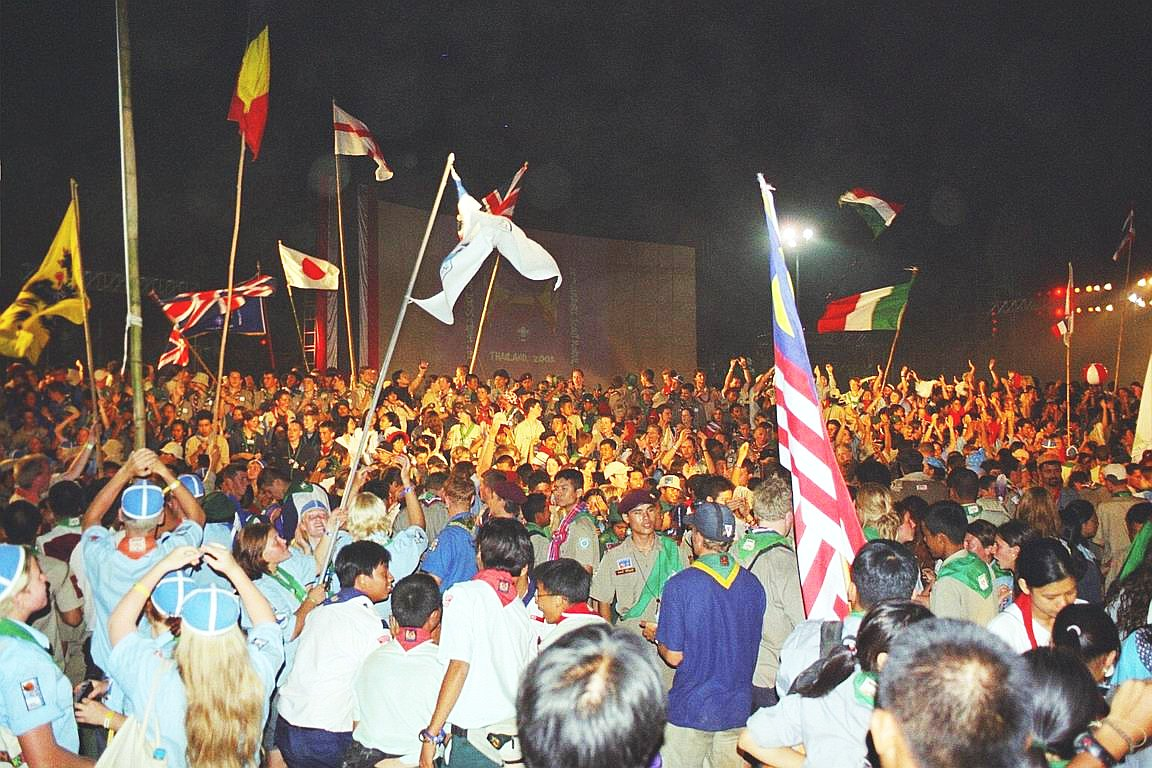
Scouter på en jamboree i Sattahip, Thailand 2003.

En jamboree är ett stort internationellt scoutläger. Ordets ursprung är omtvistat.

## Historia
Lord Robert Baden-Powell, scoutings grundare, anordnade 1907 det första scoutlägret. Redan då hade han planer på att anordna ett stort internationellt scoutläger vid scoutings 10-årsfirande 1917. Men på grund av första världskriget så kunde lägret av förklarliga skäl inte hållas då. Först 1920 kunde Robert Baden-Powell anordna det första internationella scoutlägret och han valde att kalla det för jamboree. The 1st world scout jamboree, som var det officiella namnet, hade över 8 000 deltagare från 34 länder och hölls på Londons Olympia i England.
Sen 1920 har det nästan vart fjärde år hållits en internationell världsjamboree, med undantag för åren under andra världskriget. Världsjamboree kom till dels för att vara ett äventyr där man kunde skapa broar för internationell vänskap, dels för att få unga människor att utvecklas och skapa en bättre värld. Även scoutprincipen learning by doing fanns med i lägrets tankegångar.

## Svenska jamboreer
- Scout 2001, med över 26 000 deltagare
- Jiingijamborii, 2007, med knappt 19 000 deltagare.
- 22:a världsjamboreen, 2011, 39 000 deltagare[3]
- Jamboree17, 2017, 11 000 deltagare[4]
- Jamboree22, 2022, ca 11 000 deltagare.